# Поляков Олег Іліодорович
Оле́г Іліодо́рович Поляко́в (9 вересня 1945 — 6 жовтня 2014, Київ) — український музичний педагог і теоретик. Жив і працював у Києві.
Продовжував традиції, які заклав російський музичний теоретик Костянтин Ольхов, у книзі «Мова диригування» (1987) відстоював необхідність формалізації (на підставі принципів семіотики) символів, які застосовувалися для запису рухів диригента та його сигналів оркестру. Полемізував з ленінградським диригентом та психологом Георгієм Єржемським (який вважав, що досвід диригента є суто індивідуальним та не підлягає формальному опису), стверджував, що «інтуїтивний досвід поганий тим, що вмирає разом зі своїм носієм». Запропонував оригінальну систему символів диригентських рухів.
У 1980-і роки був одним з активних прихильників кваліметрії.
З кінця 1980-х років працював джазменом, продюсером музичних колективів (наприклад, київського джаз-банду «Цвіркунове число»), конферансьє, ведучим приватного телеканалу.

## Твори
- Поляков О. И. Язык дирижирования. Киев, Музычна Украина, 1987.